# Langloisia setosissima
Langloisia setosissima is een plant uit de vlambloemfamilie (Polemoniaceae). De soort komt van nature voor in het westen van Noord-Amerika.
Twee ondersoorten worden onderscheiden: Langloisia setosissima subsp. setosissima en Langloisia setosissima subsp. punctata.

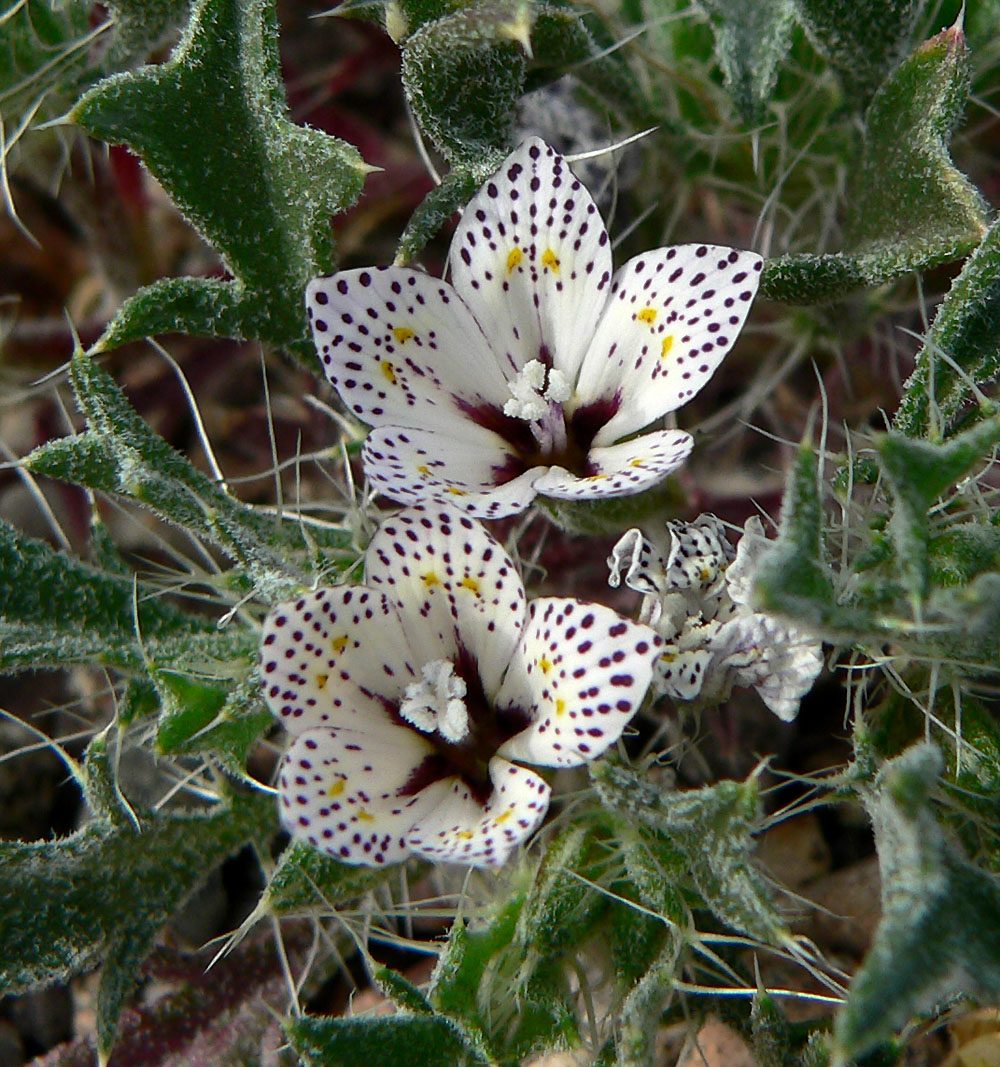
Langloisia setosissima subsp. punctata in Death Valley